# Marionina spicula
Marionina spicula is een ringworm uit de familie van de Enchytraeidae. De wetenschappelijke naam van de soort is voor het eerst geldig gepubliceerd in 1847 door Leuckart.